# Partido Conservador Ecuatoriano
Der Partido Conservador Ecuatoriano (dt. Ecuadorianische Konservative Partei) war eine der ältesten politischen Parteien Ecuadors.
1883 entstand die erste politische Organisation Ecuadors, die Unión Republicana, in welcher sich Anhänger der Ideen Gabriel García Morenos versammelten. Die Unión Republicana widersetzte sich als konservative Opposition – zu Zeiten auch gewalttätig – dem Liberalismus, vor allem zur Zeit Eloy Alfaros. In ihr fanden sich Politiker wie Antonio Flores Jijón, Vicente Lucio Salazar oder Juan Manuel Lasso. Ihr Hauptrückhalt bestand aus den traditionellen Eliten (Großgrundbesitzer und Kirchenvertreter) vor allem der nördlichen Andenregion (Sierra) um die Hauptstadt Quito.
Nach der Julirevolution 1925 wurde der Partido Conservador Ecuatoriano unter der Leitung von Jacinto Jijón y Caamaño kurz nach dem Partido Liberal Radical Ecuatoriano als eine der ersten Parteien Ecuadors formal gegründet.
Im Zuge der Mitarbeit in der Alianza Democrática Ecuatoriana, die den Sturz des von der Liberalen Partei gestellten Präsidenten Carlos Alberto Arroyo del Río in der so genannten Glorreichen Revolution von 1944 politisch organisiert hatte, unterstützte die Konservative Partei in den 1940er Jahren die Politik Velasco Ibarras. Nach dessen Sturz ging die Bedeutung der Konservativen Partei langsam zurück, auch wenn Politiker wie Mariano Suárez Veintimilla und Gonzalo Cordero Crespo kurzzeitige Erfolge erlangen konnten. In den 1970er Jahren spaltete sich eine progressivere Linie innerhalb der Partei um Julio César Trujillo von der Konservativen Partei ab und bildete zunächst die Partei Partido Conservador Progresista, die sich schließlich 1977 mit dem Partido Demócrata Cristiano (PDC, gegründet 1964) um Osvaldo Hurtado vereinte und die in den 1980er und 1990er Jahren bedeutende Partei Democracia Popular bildete.
Bei den Präsidentschaftswahlen 1978/79 unterstützte sie den konservativen Kandidaten Sixto Durán Ballén, der für den Partido Social Cristiano (PSC) antrat. Bei den folgenden Wahlen 1984 war sie Teil der Wahlplattform Frente de Reconstrucción Nacional, für die León Febres Cordero (PSC) antrat. Durch verschiedene Abspaltungen und Parteiwechsel bedeutender Mitglieder wurde der Partido Conservador zunehmend geschwächt und verlor eigenständige politische Bedeutung. Zuletzt trat die Partei bei den Parlamentswahlen 2002 als Unión Nacional (UNO, in Anspielung auf ihren traditionellen Listenplatz auf den Wahllisten) an, erhielt aber zum zweiten Mal in Folge (deutlich) weniger als 5 % der Wählerstimmen. Sie wurde deshalb aus dem Parteienverzeichnis gestrichen und hörte auf, als politische Partei zu bestehen. 
Im Jahre 2008 gab es Versuche im Umfeld des Bürgermeisters von Guayaquil Jaime Nebot, die Partido Conservador Ecuatoriano als Alternative zu Alianza PAÍS wiederzugründen. Der Unternehmer und Politiker Eduardo Maruri gründete zu den Wahlen 2008 eine politische Bewegung mit der Abkürzung UNO, die mit dem PCE in keiner Beziehung steht (und auf Listenplatz 41 geführt wurde).